# Skållerud
Skållerud är kyrkbyn i Skålleruds socken i Melleruds kommun i Dalsland, belägen söder om Bränna norr om sjön Nären.
I orten ligger Skålleruds kyrka.